# Felicity Kendal
Felicity Ann Kendal (Olton, 25 settembre 1945) è un'attrice britannica.

## Biografia
Dopo aver trascorso l'adolescenza in India, nel 1965 la Kendal tornò in Gran Bretagna, dove cominciò a ricoprire parti minori a teatro. Nel 1975 ottenne il successo con la serie TV The Good Life, che andò in onda per quattro anni. Da allora ha spesso lavorato in televisione, cinema e teatro e nel 1989 vinse l'Evening Standard Theatre Award alla migliore attrice per la sua performance in Molto rumore per nulla.

### Vita privata
Felicity Kendal fu sposata con Drewe Hanley dal 1968 al 1979 e con Michael Rudman dal 1983 al 1990; dal primo marito ebbe il figlio Charley, dal secondo Jacob. Dal 1991 al 1998 ebbe una relazione con il drammaturgo Tom Stoppard, al termine della quale tornò con Rudman.

## Filmografia parziale

### Cinema
- Shakespeare Wallah, regia di James Ivory (1965)
- Valentino, regia di Ken Russell (1977)

### Televisione
- Agente segreto (Man in a Suitcase) – serie TV, 1 episodio (1968)
- Jason King – serie TV, 1 episodio (1972)
- Edoardo VII principe di Galles (Edward the Seventh) – serie TV, 7 episodi (1975)
- Giardini e misteri (Rosemary and Thyme) – serie TV, 22 episodi (2003-2006)
- Doctor Who – serie TV, 1 episodio (2008)
- Inside No. 9 – serie TV, 1 episodio (2017)
- Ludwig – serie TV, 1 episodio (2024)

### Doppiaggio
- We're Back! - 4 dinosauri a New York (We're Back! - A Dinosaur's Story) (1993)
- Il mondo di Peter Coniglio e dei suoi amici (The World of Peter Rabbit and Friends) (1995)

## Teatro (parziale)
- Peccato che sia una sgualdrina di John Ford, regia di David Giles. Tour britannico (1972)
- Amadeus di Peter Shaffer, regia di Peter Hall. National Theatre di Londra (1979)
- Otello di William Shakespeare, regia di Peter Hall. National Theatre di Londra (1980)
- On the Razzle di Tom Stoppard, regia di Peter Wood. National Theatre di Londra (1981)
- The Real Thing di Tom Stoppard, regia di Peter Wood. Novello Theatre di Londra (1982)
- Acrobati di Tom Stoppard, regia di Peter Wood. Aldwych Theatre di Londra (1985)
- Hapgood di Tom Stoppard, regia di Peter Wood. Aldwych Theatre di Londra (1988)
- Ivanov di Anton Čechov, regia di Elijah Moshinky. Strand Theatre di Londra, tour UK (1989)
- Molto rumore per nulla di William Shakespeare, regia di Elijah Moshinky. Strand Theatre di Londra, tour UK (1989)
- Il Tartuffo di Molière, regia di Peter Hall. Playhouse Theatre di Londra (1991)
- Arcadia di Tom Stoppard, regia di Trevor Nunn. National Theatre di Londra (1993)
- Indian Ink di Tom Stoppard, regia di Peter Wood. Aldwych Theatre di Londra (1995)
- Il gabbiano di Anton Čechov, regia di Peter Hall. Old Vic di Londra (1997)
- Differenti opinioni di David Hare, regia di Peter Hall. Garrick Theatre di Londra (2006)
- Il vortice di Noël Coward, regia di Peter Hall. Apollo Theatre di Londra (2008)
- La professione della signora Warren di George Bernard Shaw, regia di Michael Rudman. Harold Pinter Theatre di Londra (2010)
- Amanda Amaranda di Peter Shaffer, regia di Trevor Nunn. Menier Chocolate Factory di Londra (2017)
- Anything Goes, colonna sonora di Cole Porter, libretto di Guy Bolton, P. G. Wodehouse, Howard Lindsay e Russel Crouse. Barbican Centre di Londra (2021)

## Doppiatrici italiane
Nelle versioni in italiano delle opere in cui ha recitato, Felicity Kendal è stata doppiata da:
- Lorenza Biella in Giardini e misteri
- Stefania Patruno ne Il mondo di Peter Coniglio e i suoi amici
- Paola Piccinato in We're Back! - 4 dinosauri a New York
- Liliana Sorrentino in Doctor Who
- Rossella Izzo in Rivals

Da doppiatrice  è stata sostituita da:
- Nando Gazzolo in Shakespeare - I capolavori animati